# Arnetta
Arnetta is een geslacht van vlinders van de familie dikkopjes (Hesperiidae).

## Soorten
- A. atkinsoni (Moore, 1878)
- A. ellipsis (Saalmüller, 1884)
- A. fito Evans, 1937
- A. hyposticta (Mabille, 1897)
- A. mercara (Evans, 1932)
- A. verones (Hewitson, 1878)
- A. vindhiana (Moore, 1883)